# Radio Vorarlberg
Radio Vorarlberg est le programme régional d'Ö2, radio du service public ÖRF, pour le Vorarlberg.

## Programme
Le programme consiste en un mélange de musique, d'actualités, de services, de sports, de culture et de débats spécialement sur la région du Vorarlberg. Outre la musique, le programme se concentre sur une large couverture de sujets dans les domaines de la société, du divertissement, du sport, de la politique, de la culture et de la religion. À certaines occasions (par exemple l'ouverture du festival de Bregenz ou le Hypo-Meeting), un studio de radio mobile entièrement équipé est présent sur les lieux, grâce auquel les programmes respectifs peuvent être gérés indépendamment du studio régional.
Radio Vorarlberg joue principalement de la musique des années 1970, 1980 et 1990 et contemporaines. L'émission s'adresse aux personnes âgées de 35 ans et plus de la région du Vorarlberg et des régions voisines de Suisse (Zurich et Coire), en Allemagne (lac de Constance et Forêt-Noire) et au Liechtenstein.
Radio Vorarlberg diffuse un bulletin d'informations toutes les heures, fournissant des informations sur l'Autriche et le monde. Toutes les demi-heures, il concerne les actualités régionales actuelles. Les principales émissions d'information sont les Landesrundschauen (matin, midi et soir) et le journal à 17h00. Il y a aussi des informations météorologiques et routières.

## Fréquences
| Bludenz   | Lech – Lech: 96,5 MHz; Klösterle – Klösterle: 96,9 MHz; St. Gallenkirchen – St. Gallenkirchen: 94,1 MHz; Gaschurn – Gaschurn: 94,8 MHz; Schruns-Golm – Schruns-Golm: 96,7 MHz; Raggal-Kreuzbühel – Raggal-Kreuzbühel: 93,7 MHz; Stuben-Albona – Stuben-Albona: 90,0 MHz; Dalaas – Dalaas: 94,5 MHz |
| Bregenz   | Mittelberg 1 – Mittelberg 1: 96,3 MHz; Mittelberg 2 – Mittelberg 2: 94,3 MHz; Bregenz 2 – Lauterach: 94,5 MHz; Warth – Warth: 95,0 MHz; Damüls – Damüls: 95,6 MHz; Au – Au: 90,2 MHz; Bezau – Bezau: 94,6 MHz; Bregenz 1 – Pfänder: 98,2 MHz                                                       |
| Dornbirn  | - |
| Feldkirch | Bludenz 1 – Dünserberg: 96,0 MHz; Laterns: 94,5 MHz; Feldkirch-Vorderälple – Feldkirch-Vorderälple: 97,3 MHz |

## Audiences
Au second semestre 2015, Radio Vorarlberg a une part de marché de 37% dans la moyenne hebdomadaire totale, 112 000 personnes se connectent chaque jour à la radio régionale de l'ORF.

## Source, notes et références
1. ↑  (de) « ORF-Radio Vorarlberg: Die Nummer eins », sur APA-OTS, 2016 (consulté le 20 juillet 2020)

- (de) Cet article est partiellement ou en totalité issu de l’article de Wikipédia en allemand intitulé « Radio Vorarlberg » (voir la liste des auteurs).